# Grau (símbol)
El símbol del grau és un petit cercle volat que indica tant la temperatura com els graus dels angles. S'usa des del segle xvi i es col·loca a la dreta de la xifra. El seu origen és el jeroglífic egipci que representa el sol, ja que l'any complet solar d'aquesta cultura tenia 360 dies i cada dia era un grau del cercle. En algunes llengües, com el castellà, també s'usa per indicar nombres ordinals (de fet apareix sovint en la mateixa abreviatura de "nombre").